# Succisa pratensis
Succisa pratensis Moench, 1794, nota anche come "succisa di prato" o "morso del diavolo", è una pianta erbacea perenne della famiglia Caprifoliaceae.

## Descrizione

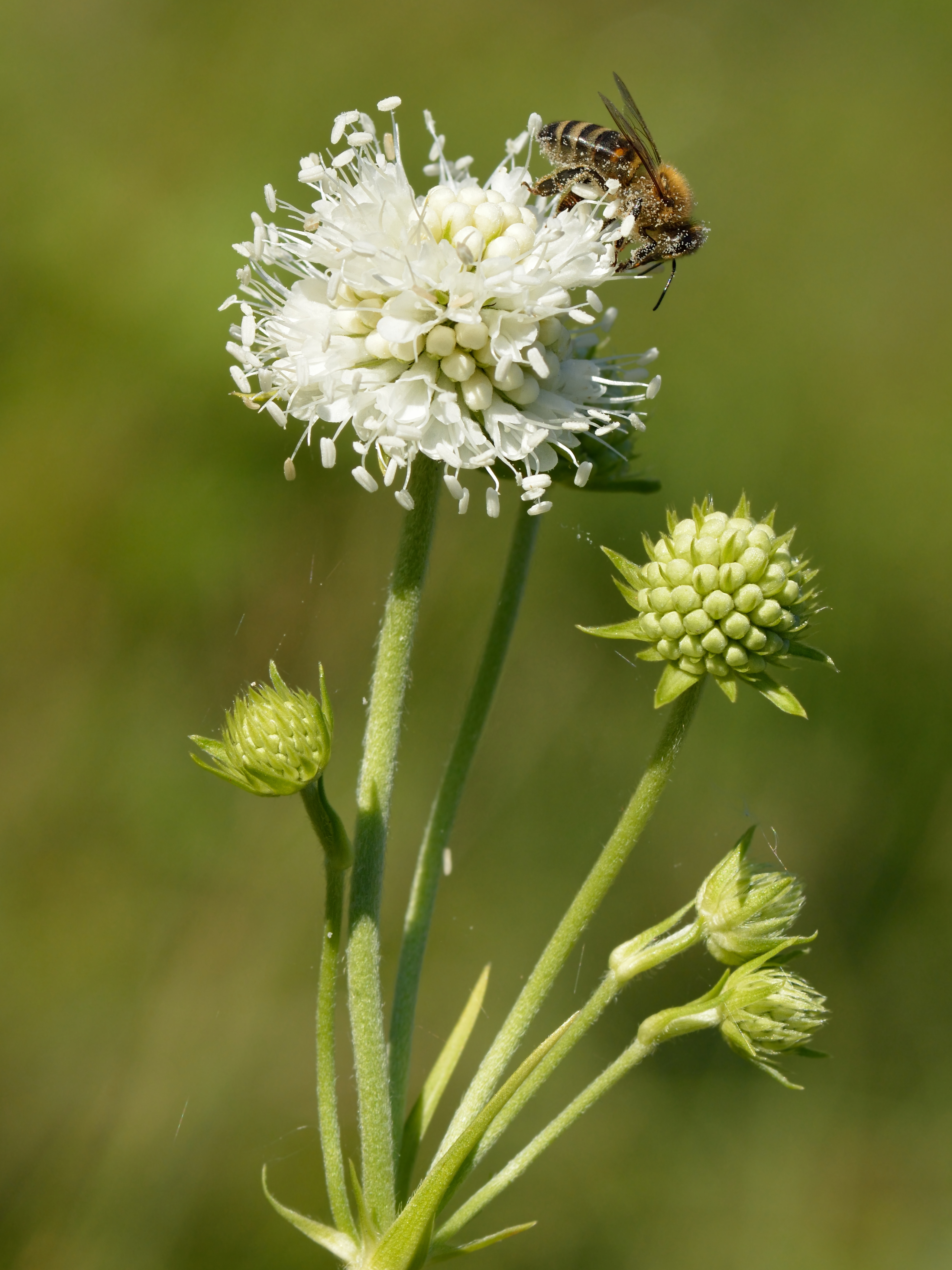

La radice è un fittone da rizoma, il fusto ipogeo è un rizoma obliquo breve che si stacca dal fittone in modo netto e caratteristico.

Le foglie basali sono lanceolate.

L'infiorescenza è un capolino di 1,5–3 cm, composto da fiori tubolosi ermafroditi blu-rosa a 4 lobi lunghi circa 7 mm e lungamente peduncolati, che fioriscono da giugno ad ottobre.

## Ecologia
Succisa pratensis è la pianta nutrice delle farfalle Euphydryas aurinia e Hemaris tityus.
Il suo nettare è apprezzato da specie in pericolo d'estinzione come Maniola jurtina e Phengaris alcon.

## Distribuzione e habitat
È presente in tutta Europa, in Africa settentrionale, nel Caucaso e in Siberia.

In Italia è diffusa in tutto il nord, nel centro ad esclusione delle Marche, nel sud solo in Calabria; predilige i prati umidi non sopra i 1600 metri di altitudine.

## Superstizioni
Nella medicina popolare è ritenuta efficace contro la calcolosi (si ritiene soprattutto se raccolta nella notte di San Giovanni Battista, cioè il 24 giugno). Se la radice viene staccata con un morso, avrebbe un effetto antidemoniaco. Come amuleto, portata al collo, proteggerebbe contro gl'incantesimi. Appesa all'interno di una stalla, garantirebbe il bestiame contro le stregonerie.

## Galleria d'immagini

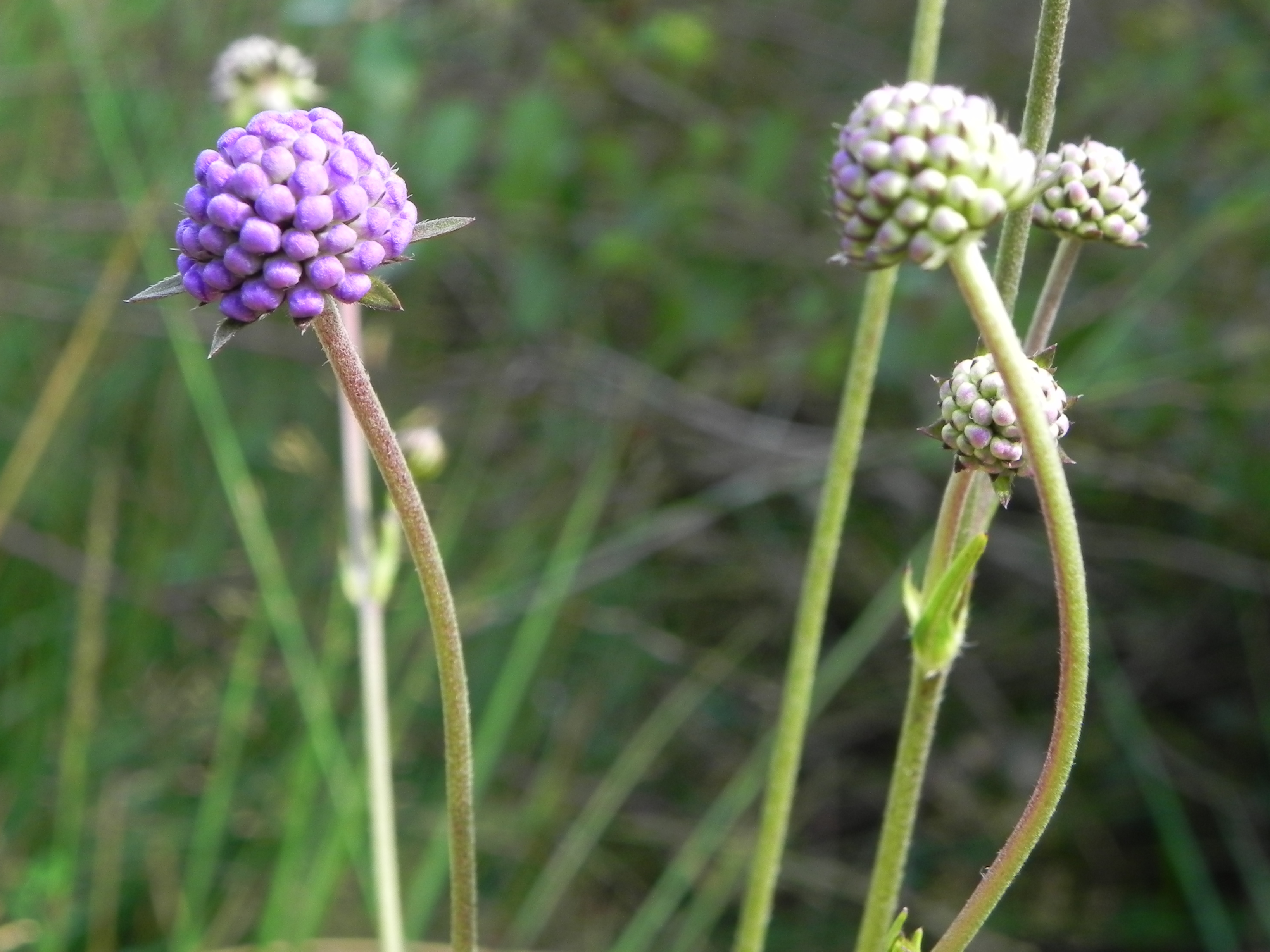
Teste del fiore al primo stadio
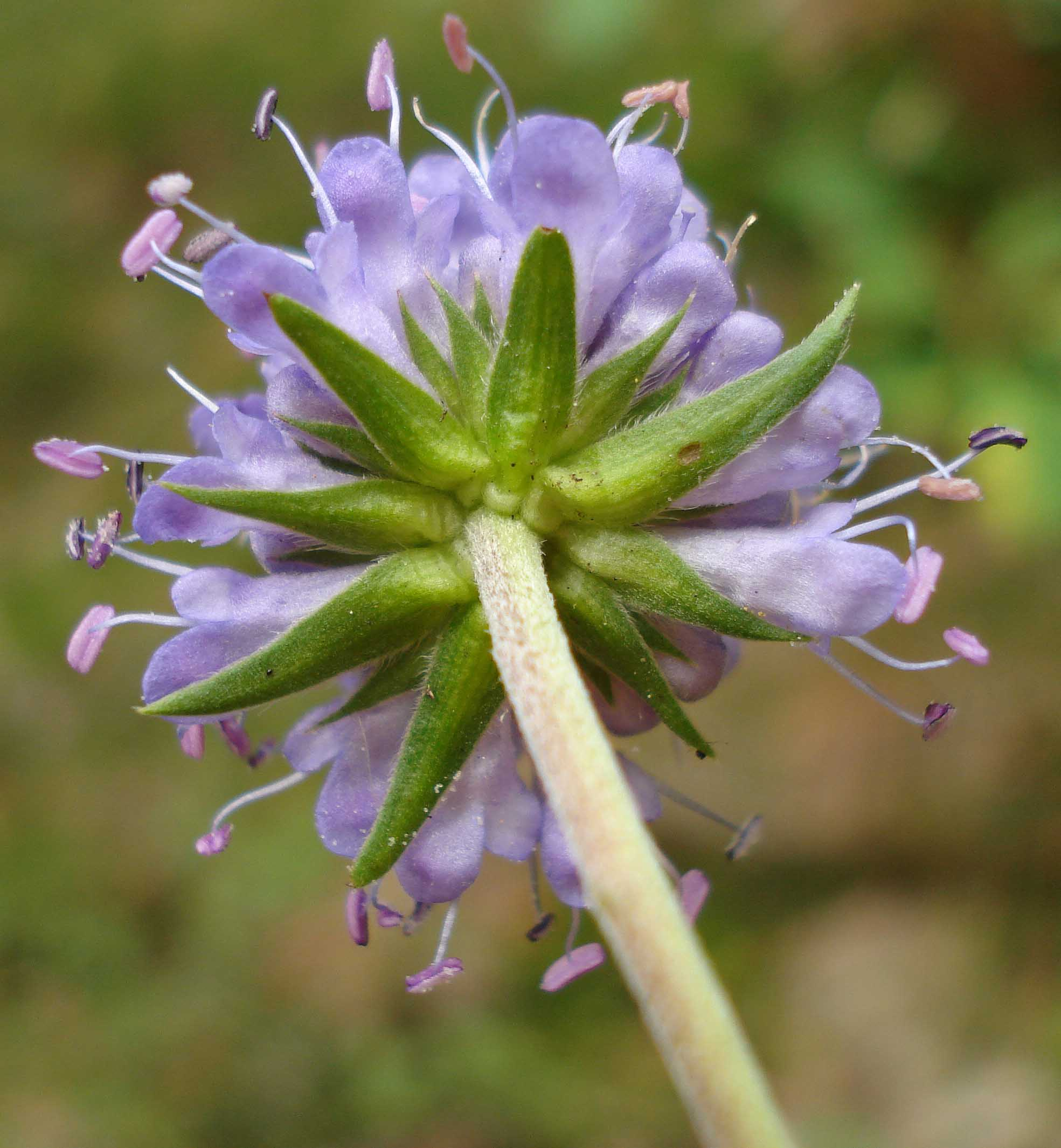
Inflorescenza vista da sotto
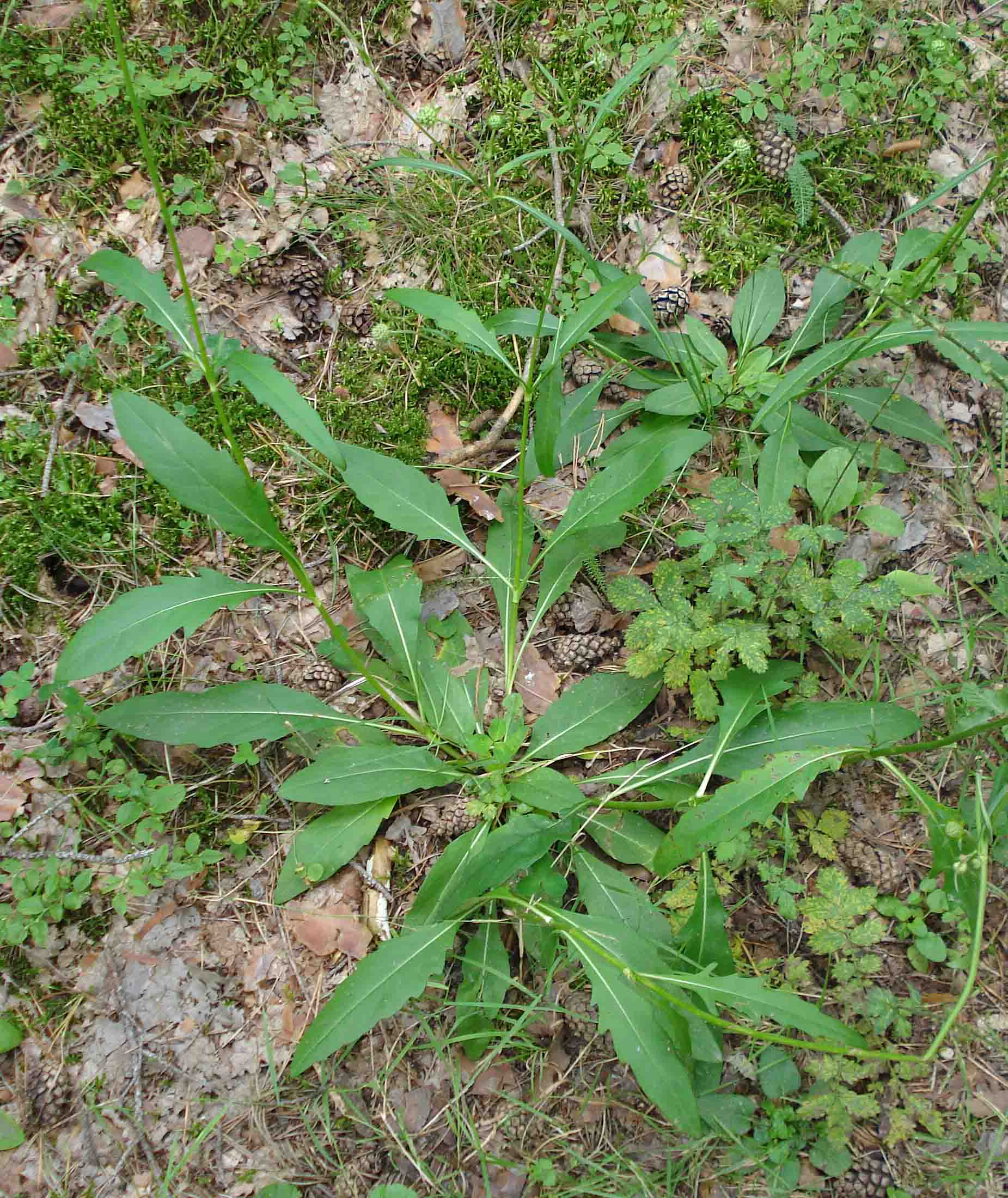
Foglie
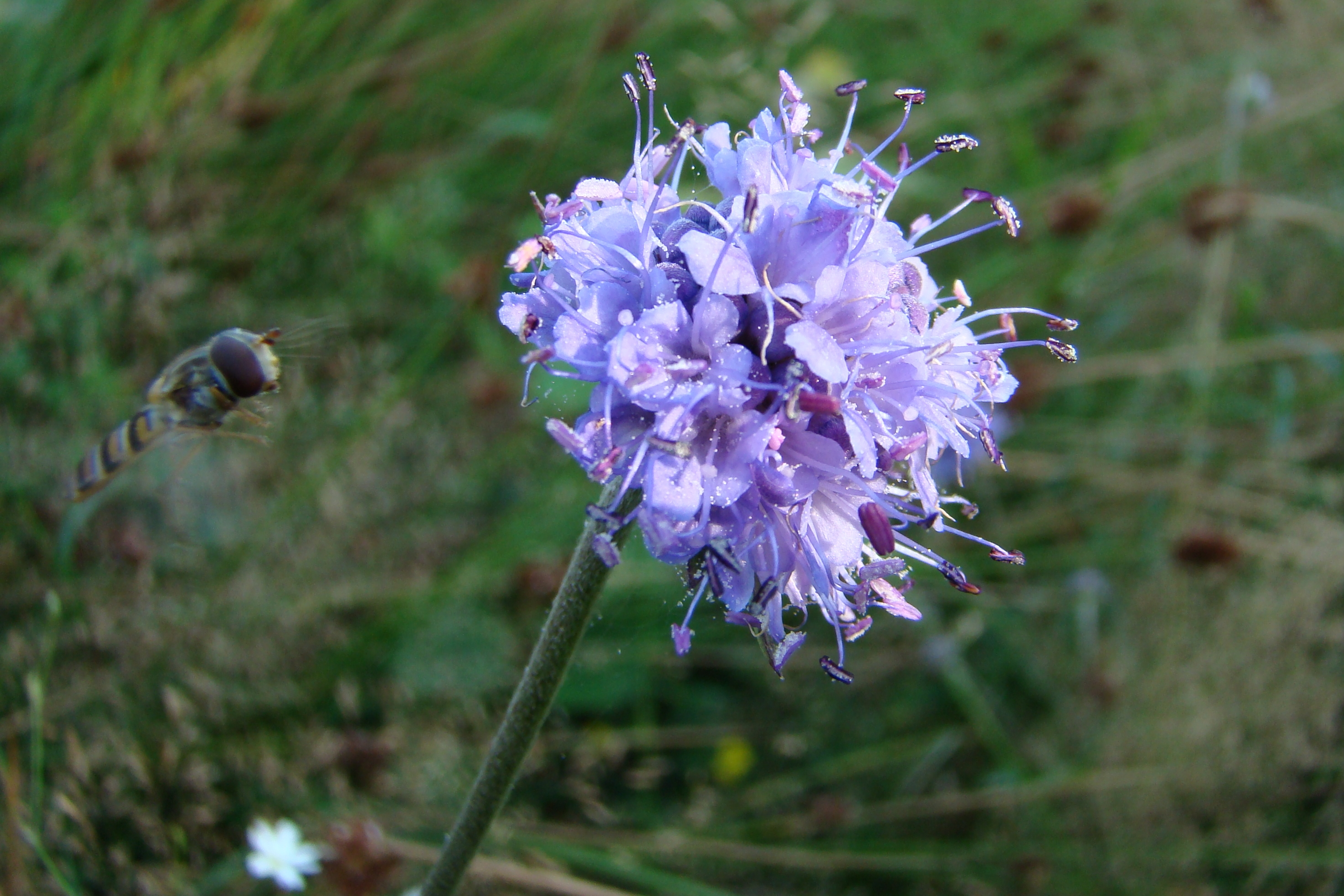
Inflorescenza con sirfide